# جائزة لوكس

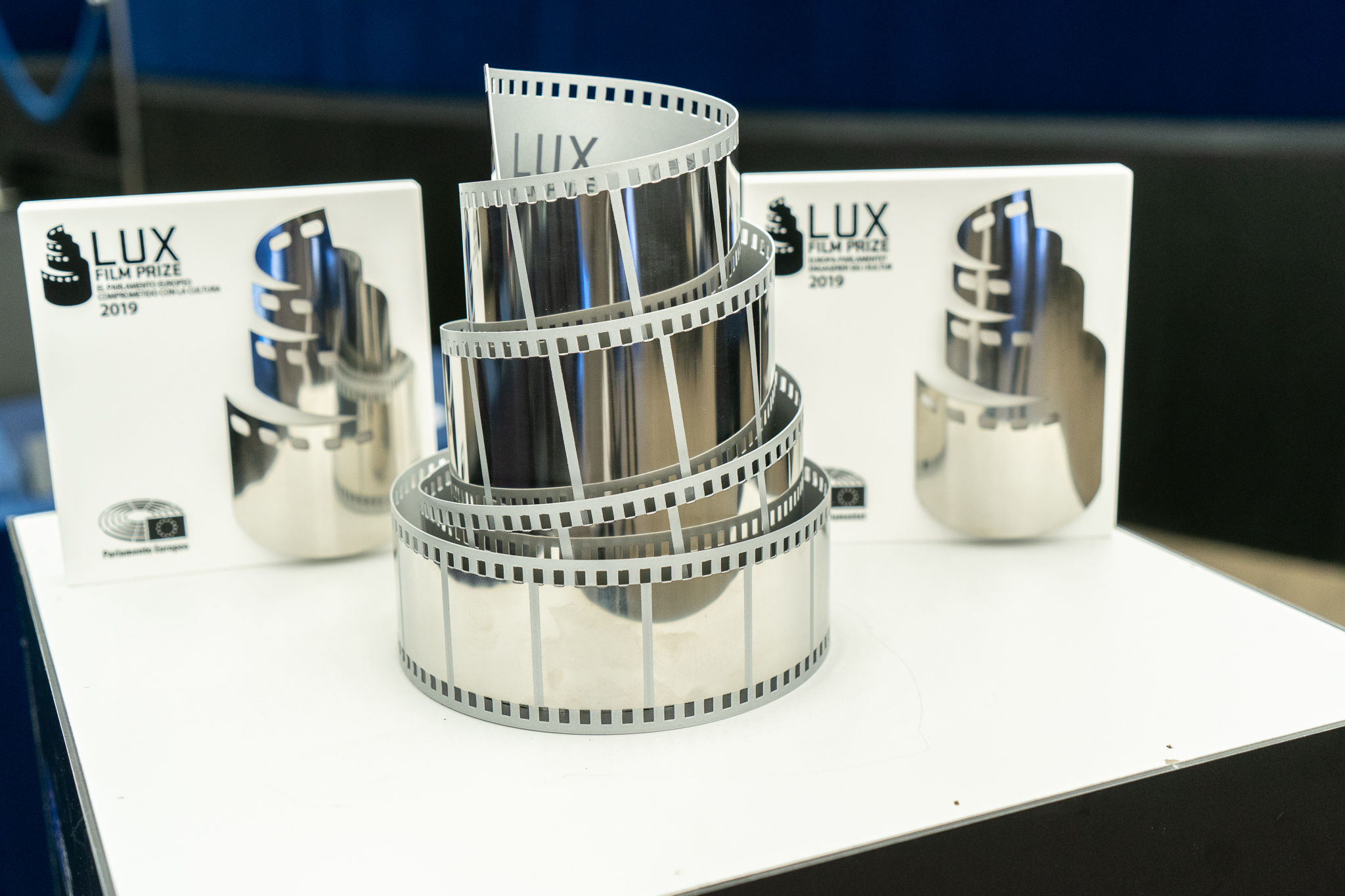
صورة للجائزة

لوكس - جائزة فيلم الجمهور الأوروبي من قبل البرلمان الأوروبي وأكاديمية السينما الأوروبية المعروفة أيضًا باسم لوكس - جائزة فيلم الجمهور الأوروبي وكذلك تعرف بجائزة لوكس أو جائزة فلم لوكس هي جائزة تنافسية تُمنح لفيلم من قبل البرلمان الأوروبي والأكاديمية الأوروبية للأفلام، بالشراكة مع المفوضية الأوروبية وسينما أوروبا. تم تقديم الجائزة في عام 2007، وسُميت الجائزة باسم الكلمة اللاتينية «لوكس» أي «ضوء». بين نسختها الأولى في عامي 2007 و2019، كان اسمها الرسمي هو جائزة البرلمان الأوروبي لوكس.